# Завршне операције у Словенији
Завршне операције Југословенске армије у Словенији предузете су маја 1945. године ради ослобођења Словеније, разбијања немачко-квислиншких снага и спречавања њиховог бекства ка Аустрији. Оружане борбе са Вермахтом у Словенији настављене су и након капитулације Трећег рајха у Европи.
Битка код Пољане одиграла се у близини Пољане, близу места Преваље у Словенији између Југословенске армије и колоне од око 30.000 војника сила Осовине, која је укључивала немачки Вермахт, Оружане снаге НДХ (домобрани и усташе), Црногорска народна војска (бивши четници након Битке на Лијевче пољу), Српски добровољачки корпус, Словеначко домобранство, 15. СС козачки коњанички корпус и друге колаборационистичке снаге.
Пољанска битка која се водила 13. и 14. маја 1945. године била је један од последњих сукоба Другог светског рата у Европи, шест дана након што је Немачка безусловно капитулирала. Непосредна последица ових борби је Блајбуршка предаја, која је означила коначан завршетак рата на тлу Словеније и Југославије.

## Позадина

### Окупација Југославије и устанак
Југославија је нападнута од стране Немачке, Италије, Мађарске и Бугарске 6. априла 1941. године. Лоше припремљена и надјачана, Југословенска војска капитулирала је после 11 дана борбе, 17. априла. Након инвазије, Југославија је подељена између сила Осовине са анектираним и окупираним територијама. Италијани и Немци су подржали проглашење Независне Државе Хрватске, марионетске државе на челу са диктатором Антом Павелићем, који је такође био вођа ултра-националистичког покрета Усташе. Држава је основана на територијама данашње Хрватске и целе Босне и Херцеговине. У року од неколико недеља од свог настанка, НДХ власти су спровеле геноцидне политике против Срба, Рома и Јевреја који су живели унутар нових граница.
Оружани отпор је избио готово одмах након окупације Југославије. Иницијални отпор је био неорганизован и заснован на преживљавању, посебно међу Србима који су узели оружје против Усташа. Међутим, отпор је убрзо узео организовану форму народноослободилачке борбе, која се наставиле током наредне четири године. Као резултат тога, Савезници су 1943. године признали партизане као званичне савезнике у Југославији.

### Пробој Сремског фронта и колапс НДХ
Након пробоја Сремског фронта 12. априла 1945. године, немачки Рајх у Југославији је почео да се руши, а Југословенска армија незадрживо напредовала ка западу земље. Како су се војници ЈА приближавали главном граду Загребу, влада Независне Државе Хрватске почела је припреме за бег из земље. У узалудном покушају да задобију поверење савезника, НДХ власти су 5. маја укинуле своје расне законе, према којима су Усташе током рата уништиле огроман број Срба, Јевреја и Рома.
Дана 6. маја, командант немачких трупа у Италији, генерал-фелдмаршал Алберт Кеселринг, састао се у Грацу са командантом групе армија „Е”, генералом Александром Лером, и обавестио га о капитулацији Немачке и прекиду борбених дејстава од 9. маја. Након овог састанка, увече 7. маја, Лер је обавестио Павелића о томе и предао му команду над хрватским трупама. Ујутро 8. маја, Павелић је сазвао састанак Главног усташког стана у граду Рогашка Слатина, на којем је одлучено да се предају британским и америчким трупама, „како не би пали у руке Русима или војскама Тита”. На овом састанку функције командовања хрватском војском преузео је генерал Вјекослав Лубурић. Након тога, Павелић је напустио свој штаб и војску, те са малим пратиоцима отишао преко Марибора у Аустрију.
Колона од 30.000 војника из Група армија Е почиње пробој из Загреба према Аустрији. Већина војника у колони су били из немачког Вермахта и СС-а, Оружане снаге Независне Државе Хрватске (усташке и домобранске снаге), Словеначка домобранска војска, Црногорска народна војска (четници из Црне Горе) и Осовини придружени козачки коњанички корпус.

### Борбе за ослобођење Словеније
1. маја 1945. године Главни штаб ЈА за Словенију издао наредбу о подели територије Словеније и формирању четири војна подручја. Потом су формирана: Љубљанско, Тршћанско, Целовшко и Мариборско војно подручје, с командама места у већим местима. Истог дана, две бригаде 29. херцеговачке дивизије, уз подршку тенкова и артиљерије, после тешких дводневних борби ослободиле су Постојну. Погинуло је око 300, а заробљено око 400 непријатељских војника и официра. Јединице 29. дивизије су имале 26 мртвих и 55 рањених.
2. маја Штаб Четврте оперативне зоне Словеније наредио јединицама 14. словеначке дивизије да усиљеним маршем избију на југословенско-аустријску границу и запоседну мостове на реци Драви и све прелазе преко границе, и тиме онемогуће пролаз, те приступе разоружавању и заробљавању немачко-усташких снага које се пред јединицама ЈА повлаче долином реке Савиње у правцу Аустрије. Дивизији је такође наређено да делом снага запоседне Бељак, Целовец и Великовец, у Аустрији.
3. маја у Дравограду Друга словеначка ударна бригада „Љубо Шерцер” напала немачку посаду, савладала неколико отпорних тачака на десној обали и протерала немачке снаге преко реке Драве. Из заробљеничког логора тада је ослобођено 120 Руса и 43 Енглеза.
5. маја у Ајдовшчини одржана седница Председништва Словеначког народноослободилачког већа на коме је именована Народна влада Федералне Дражаве Словеније, за чијег предсеника је именован Борис Кидрич. Поред припадника КП Словеније у ову владу су ушли и предстваници Словенске људске странке (СЛС) и Хришћанских социјалиста Словеније (КСС).
7. маја Генералштаб ЈА наредио Штабу Треће армије ЈА да његове јединице што брже надиру општим правцем Марибор — Дравоград — Целовец, затворе југословенско-аустријску границу и непријатељу пресеку одступне правце ка Аустрији. 9. маја јединице Петнаесте и Осамнаесте словеначка и 29. херцеговачке дивизије у јутарњим часовима ушле у Љубљану, свечано дочекане од становништва.

## Ток операција

### Капитулација Вермахта и наставак борби
Дана 10. маја, у месту Тополшица, генерал Лер је потписао акт о капитулацији Вермахтових снага на Југоистоку пред југословенским трупама. Међутим, многе немачке јединице, као и усташке, домобранске и четничке формације, наставиле су пробој ка британској окупационој зони у Западној Штајерској и Југоисточној Корушкој, да би избегле југословенско заробљавање и предале се западним савезницима.
10. маја јединице 51. војвођанске дивизије и Команде места Марибор, у садејству са деловима бугарске Треће и Дванаесте пешадијске дивизије, после једнодневне борбе против немачких и усташких снага, ослободиле Марибор, принудивши непријатеља на повлачење према Дравограду и југословенско-аустријској граници.
11. маја 1945. године, 29. херцеговачка дивизија је присилила на повлачење немачко-квислиншке јединице из Тржича. Истог дана, немачко-квислиншке снаге извеле су неочекивани напад на 13. словеначку ударну бригаду Мирко Брачић. Овај напад се догодио код Боровља (Ферлах), где су осовинске снаге, иако у повлачењу, успешно организовале контраудар уз подршку артиљерије и тенкова. Напад је резултирао тешким губицима за 13. бригаду, што је показало да упркос општем повлачењу, немачко-квислиншке јединице још увек нису биле поражене. Осовинске јединице су под борбом наставиле пробој преко моста на Драви, где се око 12.000 немачких и домобранских војника предало англо-америчким снагама 12. маја 1945.
12. маја на путу Загреб-Кршко-Зидани Мост јединице Друге армије ЈА завршиле заробљавање и разоружавање немачке 373. легионарске и 7. СС дивизије Принц Еуген. Између Загреба и Зиданог Моста јединице Друге армије ЈА, после дводневних борби, завршиле заробљавање и разоружавање остатака немачке 7 СС дивизије Принц Еуген и немачке 373. легионарске дивизије.

### Пресретање оружаних снага НДХ
Дана 12. маја, већи део оружаних снага НДХ и избеглица које су бежале од Југословенске армије био је на путевима и стазама од Цеље до Дравограда. Ту се налазило око 10.000 српских и црногорских четника, који су се придружили снагама НДХ и повлачили се са одређеним бројем цивила (неки су водили породице).
Једини путеви за повлачење ка Аустрији пролазили су кроз Дравоград и Пољану. Шест дивизија југословенске 3. армије блокирало је стару аустријску границу како би спречили непријатеља да пређе у британску зону, док су делови 1. армије блокирали руте повлачења. 12. маја, да би се спречавао прелаз главнине усташких снага преко југословенско-аустријске границе, Штаб Треће армије ЈА наредио: 17. источнобосанској дивизији — да из рејона Словенске Бистрице крене према Дравограду и затвори одступни правац Цеље-Дравоград; 51. војвођанској дивизији — да се из Марибора железницом пребаци у Дравоград и на граници појача Шесту бригаду 36. војвођанске дивизије; 40. славонској дивизији — да се из рејона Словенске Бистрице пребаци у Марибор; Дванаестој славонској дивизији — да продужи покрет преко југословенско-аустријске границе и размести се у рејону Глајхштетена, у Аустрији; 30. словеначкој дивизији — да се две њене бригаде разместе у рејону Липнице, у Аустрији.
У таквој ситуацији, неки заповедници усташких и домобранских јединица покушали су да се договоре о безбедном пролазу у Аустрију, али нису успели. Истовремено, усташко руководство одбацивало је сваку помисао о капитулацији пред Југословенском армијом, плашећи се да ће се с њима поступити као што су они поступали са партизанима и њиховим присталицама из редова цивилног становништва.
Покушај пробоја снага НДХ из обруча према Аустрији предводили су ветерани-усташе из Црне легије, дивизије поглавникове гарде, усташких заштитних бригада, које су током рата починиле масовне ратне злочине над цивилним становништвом и геноцид над Србима, Ромима и Јеврејима, због чега су одлучили да се боре до крајњих граница, не штедећи своје животе. После многих мањих окршаја на различитим местима, усташе су 12. маја напале Дравоград како би створили мостобран преко Драве. Тешка борба трајала је два дана, током којих су се усташке јединице смењивале са контраофанзивама делова 14. словеначке, 51. и 36. војвођанске дивизије, али покушај пробоја није успео, и Југословени су задржали контролу над мостовима код Дравограда.
Велика маса људи, састављена од остатака хрватске војске и избеглица, која се затекла код Дравограда, упутила се путем према Равне на Корошкем и Преваље. Иако је у редовима бежећих владала паника и хаос, осовинска војска је била одлучна да се по сваку цену пробије из партизанског обруча.

### Битка код Пољане
13. маја, 1. словеначка ударна бригада Тоне Томшич из састава 14. словеначке дивизије зауставила је у селу Пољана 104. ловачку дивизију Вермахта. После неколико сати неуспешних преговора, уследила је кратка и жестока борба, у којој је бригада нанела тежак пораз немачкој дивизији и приморала је на капитулацију. Целу вечер и ноћ 1. словеначка бригада је разоружавала око 10.000 немачких војника и официра, те их потом спровела у правцу заробљеништва у Чрна на Корошкем. Зато је у Пољани остао само мали део те бригаде, као и један батаљон 6. словеначке бригаде „Славко Шландер” и разбијени делови 7. војвођанске бригаде.
Главнина усташких снага лако је потиснула мали одред 7. војвођанске бригаде из Преваље и рано ујутро 14. маја стигла до раскрснице путева у селу Пољана. До старе југословенско-аустријске границе остало је око 5 км и још 5 км до Блајбурга. Усташко руководство имало је информације да су британске трупе већ распоређене на старој аустријској граници, али препрека су биле југословенске снаге стациониране у селу Пољана и око њега. Овде је уследила борба која је трајала цео дан до вечери 14. маја, коју многи називају последњом великом битком Другог светског рата у Европи. Слабије југословенске снаге у том селу су се нашле под очајничким налетом јединица НДХ. У тешкој борби која је трајала од 9 до 17 часова обе стране претрпеле су знатне губитке, а партизани принуђени на повлачење. Тиме је пут према Блајбургу био отворен.

## Блајбуршка предаја

### Предаја Југословенској армији
У великом броју публикација о догађајима код Блајбурга наводи се да се већина војске НДХ предала Британцима, који су потом предали Хрвате Југословенској армији. Међутим, то није тачно. До 15. маја британске трупе у Корушкој прихватиле су капитулацију неколико мањих група снага НДХ и сместиле их у логоре за ратне заробљенике. Одлука да се не прихвати капитулација већине снага НДХ и да се тај процес препусти Југословенској армији унапред је договорена између британског 5. корпуса и Савезничког штаба пре сусрета у Блајбургу.
Око 16 часова, прве хрватске јединице су положиле оружје. Део усташа није прихватио капитулацију и извршио је самоубиство. Према сведочењу Иве Голдштајна, у том тренутку дошло је до краткотрајне пуцњаве, током које је, према различитим подацима, погинуло између 16 и 40 људи. Још једном делу усташких војника, укључујући високе усташке вође, успело је да побегне преко околних брда у Аустрију или назад у Хрватску. Већина припадника оружаних снага НДХ предала се Југословенској армији на Блајбуршком пољу. Остали су заробљени у подручју између Блајбурга и Цеља. Након тога су пешке пребачени у импровизоване логоре у Марибор и Техарје код Цеља.
15. маја 1945. године Врховни командант ЈА маршал Јосип Броз Тито похвалио је јединице Треће армије ЈА за успешно изведену операцију у рејону Словењ Градец — Плиберк — Дравоград, којом је заробљен велик број немачких војника, усташа и четника с целокупним наоружањем. Капитулацијом ове окупаторско-квислиншке групе јачине око 30.000 војника у рејону Црна — Межица, победоносно је завршена четворогодишња Народноослободилачка борба народа Југославије.
Према подацима историчара Младенка Цолића, у близини Блајбурга 15. маја заробљено је око 30.000 усташа, укључујући 12 генерала и четнички Комитет националних трупа. Према подацима историчара Арнолда Супана, подаци Југословенске 3. армије говоре о заробљавању 60.000 усташа и домобрана, укључујући дивизије поглавникове гарде, и 10.000 четника у завршним операцијама између 8. и 19. маја 1945. године.
До краја маја 1945. године британска страна је из својих логора за ратне заробљенике у Југославију изручила око 3.000 припадника оружаних снага НДХ и усташких званичника, укључујући министре владе, као и око 20.000 раније примљених словеначких белогардиста, црногорских и српских четника и љотићеваца.

### Стрељања заробљеника
Историографски извори о капитулацији осовинских снага у Корушкој садрже многе контрадикторне податке о броју особа које су постале жртве вансудских погубљења. Поуздани подаци о тачном броју и узроцима смрти и даље недостају.
Историчар Иво Голдштајн категорички одбацује тврдње о масовним погубљењима Хрвата током капитулације НДХ војске на Блајбуршком пољу. Историчар Холм Зундхаусен сматра да је питање масовних ликвидација на месту капитулације усташа спорно. Истраживач ове теме, Штефан Дитрих, закључује: „Пуцања или систематска масовна убиства Југословенске армије у Блајбургу и околини не могу се доказати”. Према проценама Голдштајна, наредба Тита од 14. маја 1945. године о забрани погубљења заробљеника углавном је поштована након капитулације усташа. Према његовим подацима, „ван Блајбурга је било само 27 жртава након што је група усташа одбила да положи оружје”. Голдштајн подсећа да је Југословенска армија била у контакту са британским трупама у Корушкој, а ратни злочини би значили губитак угледа и вероватно изазвали протесте западних савезника.
Историчар Милан Радановић анализира сачувана наређења штабова ЈА потчињеним јединицама о поступању према заробљеним припадницима осовинских снага у Словенији. Из ових докумената намеће се јасан закључак да су партизански штабови наређивали стрељање заробљених усташа, припадника СС трупа и домобранских официра, док су забрањивали стрељања заробљених домобрана.

## Наслеђе
Поводом четрдесете годишњице последњих борби и ослобођења Југославије, у селу Пољана 1985. године подигнут је споменик слободе и мира. Меморијал дело академског вајара Стојана Батича представља постављену на бетонску основу разломљену гранату из које излеће јато голубова.